# Sawa (Lesnych)
Sawa, imię świeckie Jewgienij Władimirowicz Lesnych (ur. 28 października 1973 r. w Dobrince) - rosyjski biskup prawosławny.

## Życiorys
Został ochrzczony w dzieciństwie. Ukończył szkołę średnią w rodzinnej miejscowości Dobrinka oraz szkołę pedagogiczną w Usmaniu. W latach 1991-1995 kształcił się w moskiewskim seminarium duchownym. Następnie w 1999 r. ukończył studia na Moskiewskiej Akademii Duchownej, uzyskując stopień kandydata nauk teologicznych na podstawie dysertacji poświęconej nauczaniu św. Nila z Synaju o dobrych uczynkach. Podczas studiów wstąpił jako posłusznik do Ławry Troicko-Siergijewskiej. 25 marca 1999 r. archimandryta Teognost, namiestnik ławry, postrzygł go na mnicha, nadając mu imię zakonne Sawa na cześć św. Sawy Serbskiego. 31 maja 1999 r. mnich Sawa przyjął święcenia diakońskie z rąk biskupa wieriejskiego Eugeniusza, w cerkwi Opieki Matki Bożej przy Moskiewskiej Akademii Duchownej. 7 kwietnia 2004 r. w cerkwi refektarzowej Ławry Troicko-Siergijewskiej został wyświęcony na hieromnicha przez biskupa siergijewsko-posadskiego Teognosta. W 2010 r. otrzymał godność ihumena.
W latach 2010-2023 r. służył w placówce filialnej (metochionie) Ławry Troicko-Siergijewskiej pod wsią Wzgladniewo, w pobliżu źródła Griemiaczij klucz.
30 maja 2024 r. Święty Synod Rosyjskiego Kościoła Prawosławnego nominował go na biskupa armawirskiego i łabińskiego. Jego chirotonia biskupia odbyła się 21 lipca 2024 r. w soborze Przemienienia Pańskiego w Twerze, pod przewodnictwem patriarchy moskiewskiego i całej Rusi Cyryla.